# 米爾內 (青年近衛軍市鎮)
48°17′16″N 39°39′10″E / 48.28778°N 39.65278°E
米爾內（烏克蘭語：Мирне），是位於烏克蘭東部的市級鎮，由盧甘斯克州盧甘斯克區的青年近衛軍市鎮負責管轄。該鎮距離塔洛韋5公里，始建於1920年，面積11.97平方公里，海拔高度128米，2011年人口396，人口密度每平方公里33.08人。